# Saint-Christophe-du-Luat
Pour les articles homonymes, voir Saint-Christophe.
Saint-Christophe-du-Luat est une commune déléguée française, située dans le département de la Mayenne en région Pays de la Loire, peuplée de 795 habitants. Le 1er janvier 2019, la commune devient une commune déleguée d'Évron.
La commune fait partie de la province historique du Maine, et se situe dans le Bas-Maine.

## Géographie

### Situation
La commune est située dans le secteur des Coëvrons à 6 km d'Évron et à 25 km de Laval, proche de l'Autoroute A81 et de la Ligne SNCF Paris - Brest.

### Hydrographie
Le village est parcouru par trois ruisseaux :
- ruisseau de Châtres
- ruisseau des Places
- ruisseau du Haut-bois.

### Communes limitrophes
| Brée                  | Neau                     | Évron            |
| Montsûrs              | Saint-Christophe-du-Luat | Châtres-la-Forêt |
| La Chapelle-Rainsouin | Livet                    |                  |

## Toponymie
Willelmus de Luato 1190-1214; S. Christophorus de Luato 1421 ; St Christophle du Laurt 1433 ; de Luando 1551.
Durant la Révolution, la commune porte le nom de Luat.

## Histoire
Il y a plusieurs siècles, la commune était couverte par la forêt de Charnie. Au début, c’était un bourg de quelques maisons appelées « luart » ou « louart ». Il se situait dans les buttes de la Grande Haie, sur la route de la Planche Marguerite. Le vieux village de Louart aurait disparu en 1087 incendié par les troupes normandes. C’est en 1218 que le nouveau bourg fut érigé en paroisse à l’emplacement actuel et s’appela Saint-Christophe au nom duquel on ajouta « du Louard » devenu par la suite « du Luat ».
Au XIVe siècle, la guerre de Cent Ans commence, des murailles sont édifiées à la Chesnelière et à Morand. Au sud de l’église, à l’emplacement de l’école des garçons se trouvait un château, il fut démoli en 1840.
Le château de Montecler qui date du XVIIe a été construit en partie sur la commune de Saint-Christophe-du-Luat, l’autre partie sur celle de Châtres-la-Forêt.
À la Chesnelière, il reste, d’un ancien château, l’entrée avec deux petites tours, des meurtrières et des créneaux. Le portail est classé monument historique.
À la Prézais, il existe un château du XVIe et du XVIIe siècle. Maintenant, il sert de communs à la ferme.
Autour de l’église d’origine romane, se trouvait un cimetière ancien, il fut abandonné vers 1785. Une maison près de ce cimetière, datant du XVIe siècle, servit de presbytère jusqu’au XVIIIe siècle et elle eut le titre de « Prieuré ». Une maison pour les lépreux existait du côté des Roussières.
Le 1er janvier 2019, la commune — tout comme celle de Châtres-la-Forêt — est absorbée par Évron qui devient une commune nouvelle à la suite d'un arrêté préfectoral du 14 novembre 2018.

## Économie
Quatre grandes ressources principales : le lin, le fer, la chaux et les moulins. Au XVe siècle, on cultivait le lin et le chanvre, les toiles de la région d’Evron étaient très réputées. Plus de la moitié de la population travaillait le lin au XVIIIe siècle. Au XIXe siècle, cette industrie déclina et on cultiva les céréales.
Au XVIIe siècle, une nouvelle industrie apparaît : le fer qui laissa de nombreuses traces dans la commune. La Grue, la Lucazière, la Touzelière, la Héraudière… sont d’anciennes exploitations de minerai de fer appelées « minières », maintenant remplies d’eau. Le transport s’effectuait à dos de cheval. Vers 1860, ces activités ont cessé de fonctionner.
Parallèlement à l’industrie du fer, celle de la chaux, Saint-Christophe se trouve sur une bande calcaire qui traverse la Mayenne. Dès le XVIIe siècle, des fours à chaux apparaissent. Mais c’est au XIXe siècle que la commune connut un essor fulgurant grâce à l’industrie des fours à chaux. Il s'en monta à la Boissière, à Rouessé, à la Roussière et à la Prézais. Les nombreux « chaussurmiers » produisaient 38 400 hectolitres en 1840.
Une voie nouvelle fut ouverte reliant en ligne droite le bas-bourg à la Boissière : c’est l’actuelle rue creuse faite en 1847. Le travail de la chaux était assez irrégulier. La demande ralentit sans cesse et les fours durent s’éteindre.
Par ailleurs cinq moulins à eau existaient sur la commune. Ils se trouvaient aux Plantes, à la Cour, à la Motte, au Haut Bois, au Millière. À la Boissière, un moulin à vent fonctionnait encore en 1840.
Toutes les industries disparurent les unes après les autres et la commune est pratiquement devenue rurale et vivant de l’élevage.

## Démographie
En 2021, la commune comptait 795 habitants. Depuis 2004, les enquêtes de recensement dans les communes de moins de 10 000 habitants ont lieu tous les cinq ans (en 2007, 2012, 2017, etc. pour Saint-Christophe-du-Luat) et les chiffres de population municipale légale des autres années sont des estimations.
| 1793 | 1800  | 1806  | 1821  | 1831  | 1836  | 1841  | 1846  | 1851  |
| ---- | ----- | ----- | ----- | ----- | ----- | ----- | ----- | ----- |
| 951  | 1 080 | 1 050 | 1 009 | 1 150 | 1 204 | 1 416 | 1 185 | 1 235 |

| 1856  | 1861  | 1866  | 1872  | 1876  | 1881  | 1886  | 1891  | 1896 |
| ----- | ----- | ----- | ----- | ----- | ----- | ----- | ----- | ---- |
| 1 206 | 1 165 | 1 215 | 1 137 | 1 112 | 1 053 | 1 012 | 1 020 | 911  |

| 1901 | 1906 | 1911 | 1921 | 1926 | 1931 | 1936 | 1946 | 1954 |
| ---- | ---- | ---- | ---- | ---- | ---- | ---- | ---- | ---- |
| 905  | 782  | 774  | 632  | 604  | 636  | 573  | 597  | 539  |

| 1962 | 1968 | 1975 | 1982 | 1990 | 1999 | 2007 | 2011 | 2016 |
| ---- | ---- | ---- | ---- | ---- | ---- | ---- | ---- | ---- |
| 505  | 528  | 541  | 526  | 523  | 553  | 724  | 780  | 773  |

| 2019 | - | - | - | - | - | - | - | - |
| ---- | - | - | - | - | - | - | - | - |
| 765  | - | - | - | - | - | - | - | - |

## Lieux et monuments

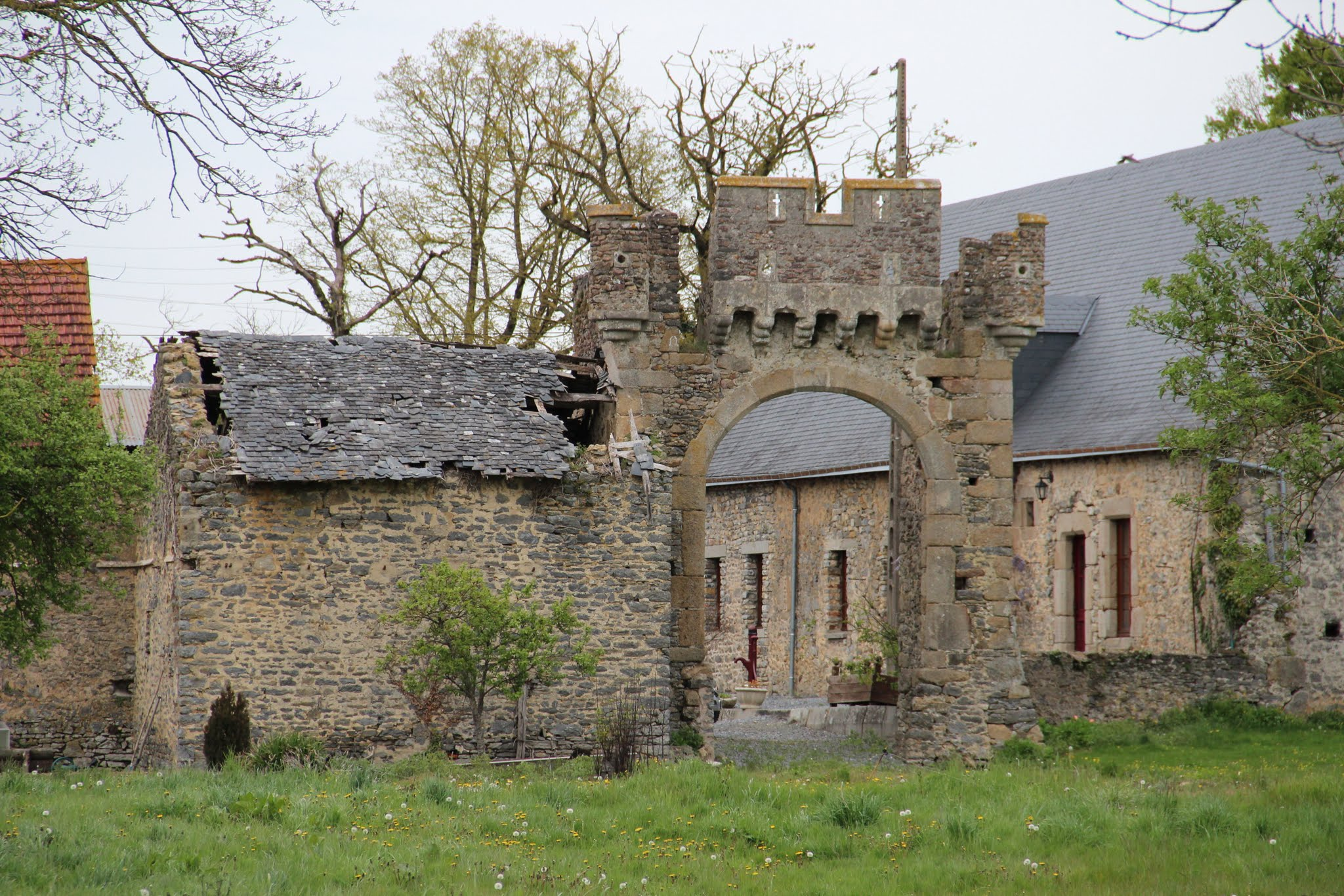
Porte fortifiée du manoir de la Chesnelière.
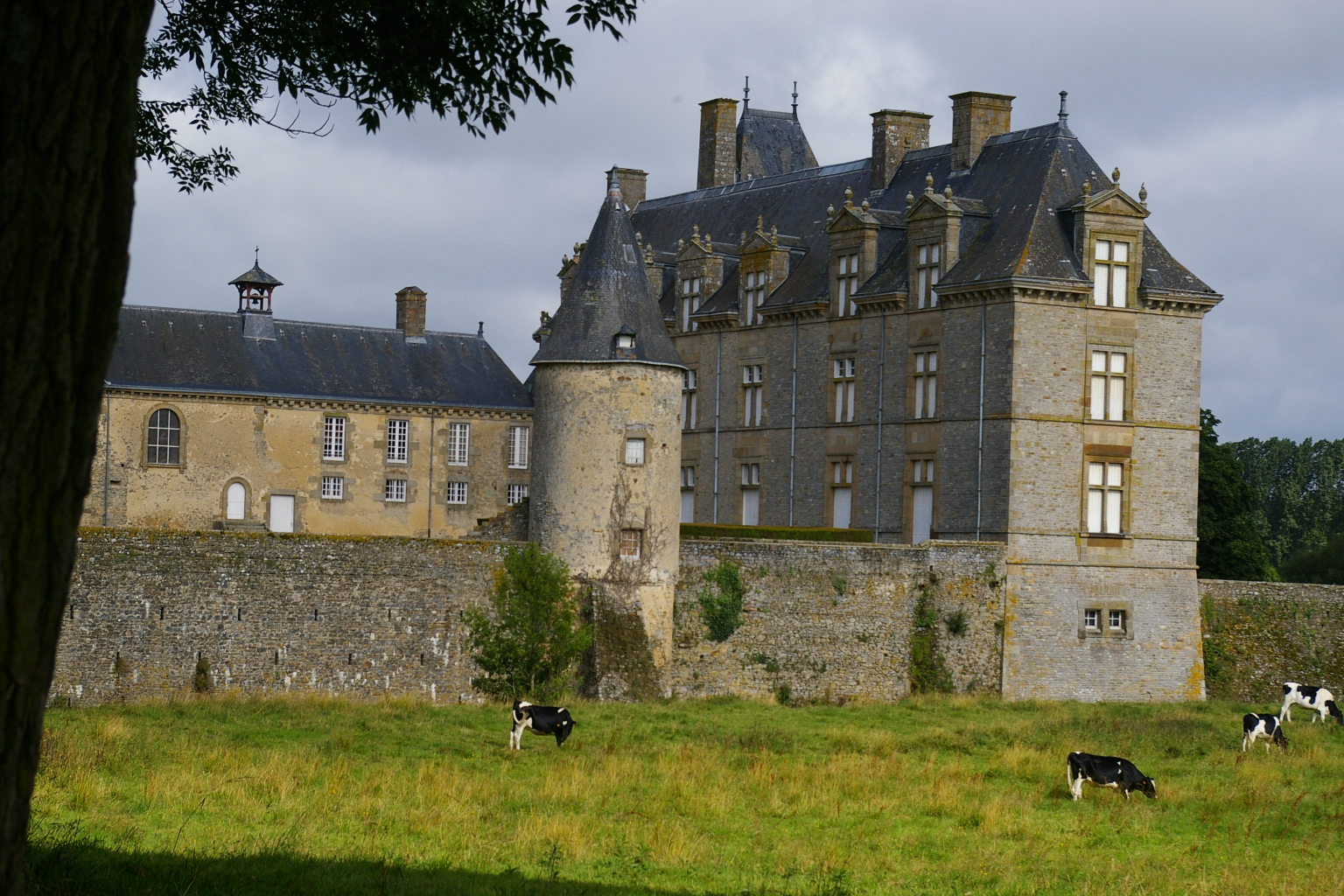
Château de Montecler.
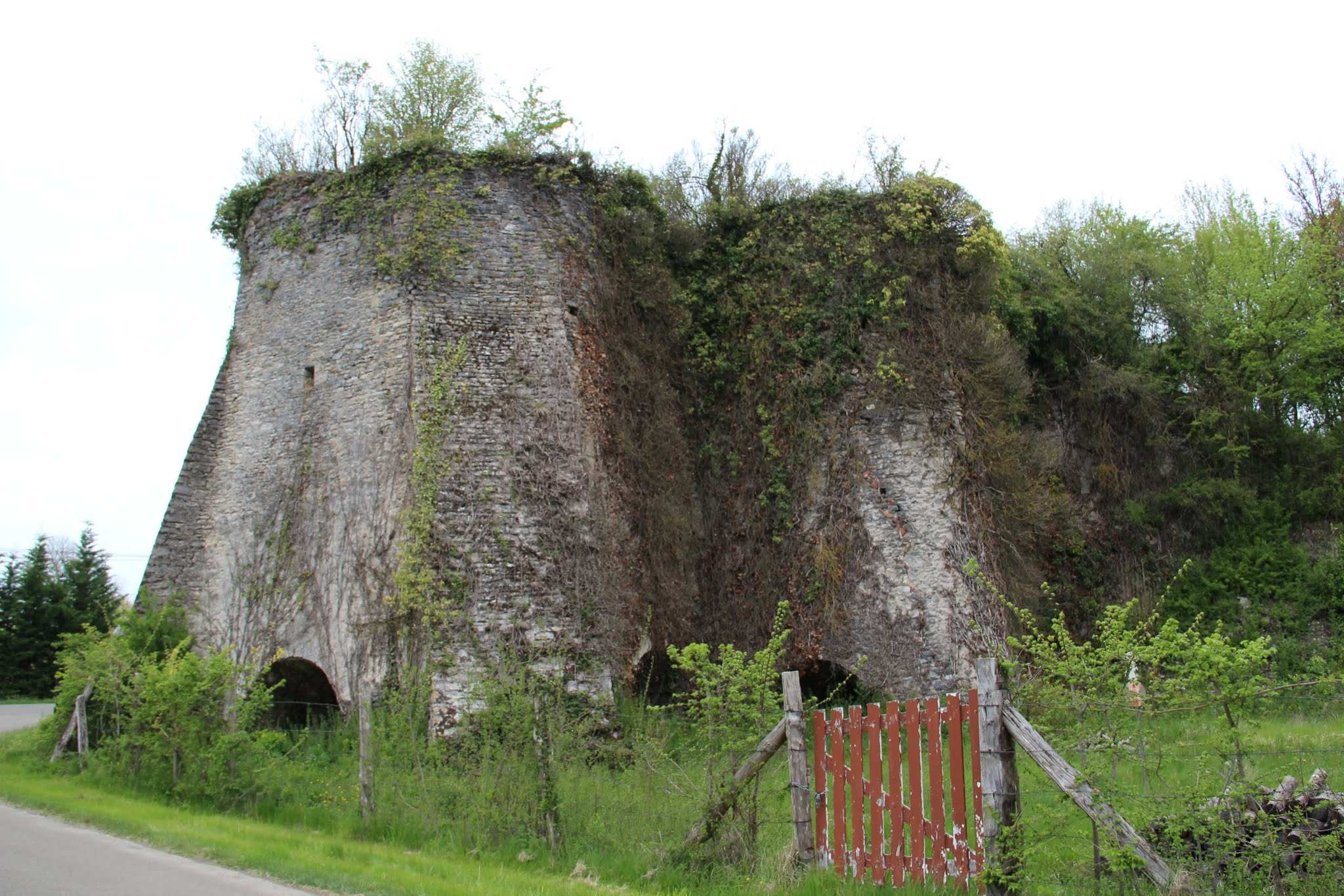
Four à chaux de la Boissière.
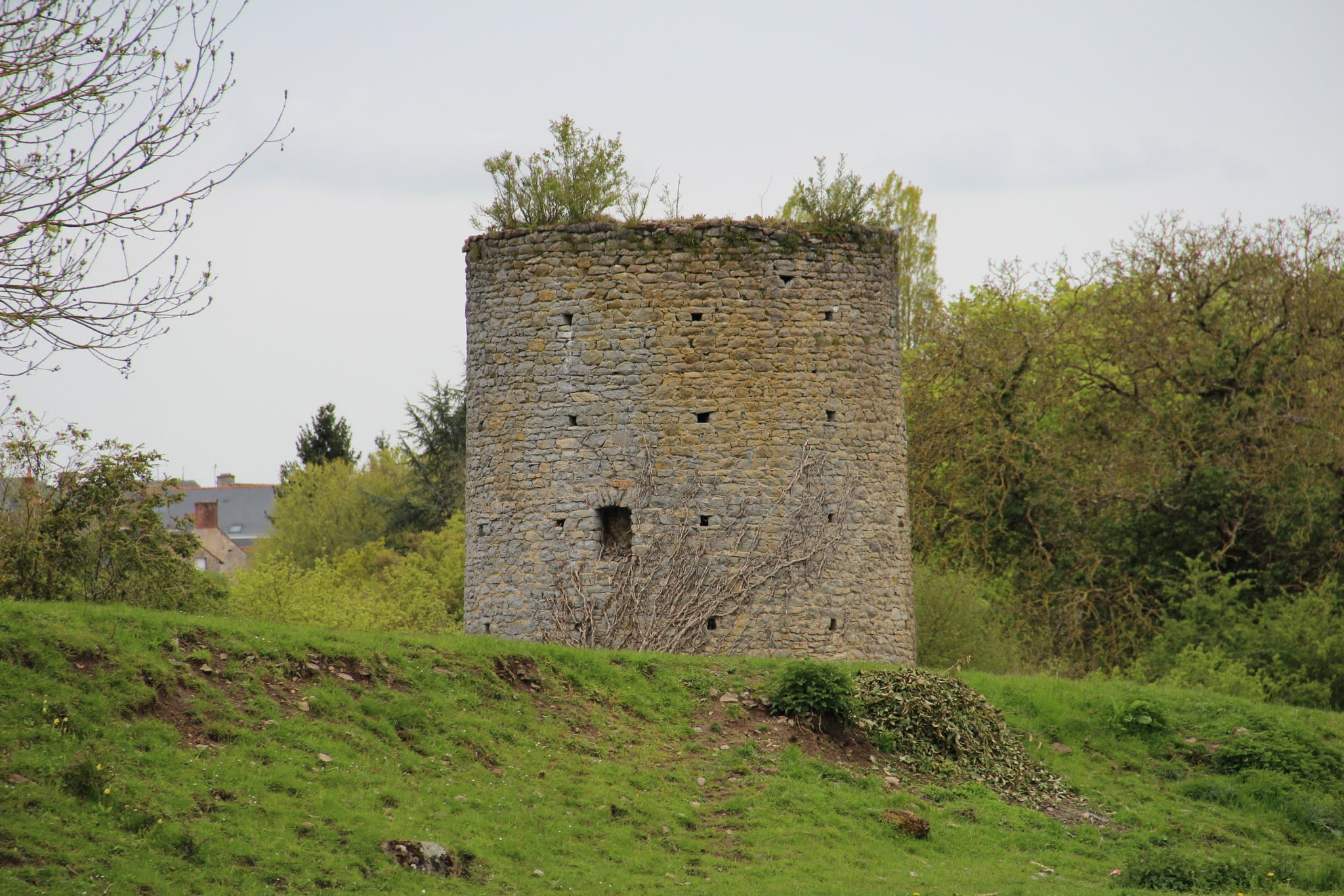
Moulin à vent de la Boissière.

La commune abrite trois monuments historiques :
- La motte féodale des Murailles, inscrite par arrêté du 21 décembre 1984[10].
- La porte fortifiée du manoir de la Chesnelière du XVIe, inscrite par arrêté du 10 décembre 1927[11].
- Le château de Montecler, également situé sur la commune de Châtres-la-Forêt, inscrit par arrêté du 28 juin 2011[12].

Autres monuments :
- Église paroissiale Saint-Christophe du XIe siècle (dalle funéraire du XVe, retables lavallois XVIIe).
- Deux fours à chaux du XVIIe siècle au lieu-dit la Boissière.
- Les restes du Moulin à Vent au lieu-dit la Boissière.